# سولينزو
سولينزو (بالفرنسية: Solenzo) هي مدينة أو بلدية تقع في محافظة بانوا في منطقة بوكل دو موهون في بوركينا فاسو، وهي عاصمة المحافظة.
يبلغ عدد سكان المدينة 158,763 نسمة حسب إحصاءات 2019.

## التحضر
حسب إحصاءات 2019 فإن عدد الذين يعيشون في الريف 133,980 نسمة، وعدد الذين يعيشون في الحضر 24,783 نسمة. 

## التركيبة السكانية حسب الفئات العمرية
حسب إحصاءات 2019، فإن عدد السكان من سن 0-14 كانوا 76,608 نسمة، وعدد السكان الذين يتراوح عمرهم بين 15-64 عامًا كانوا 77,851 نسمة، وعدد الذين عمرهم يتجاوز 64 كانوا 4,304 نسمة. 

## التركيبة السكان حسب الجنس
حسب إحصاءات عام 2019، كان نسبة الذكور من سكان المدينة 49% أي 77,823 نسمة، ونسبة الإناث 51% أي 80,940 نسمة.